# Стрибог (хребет)

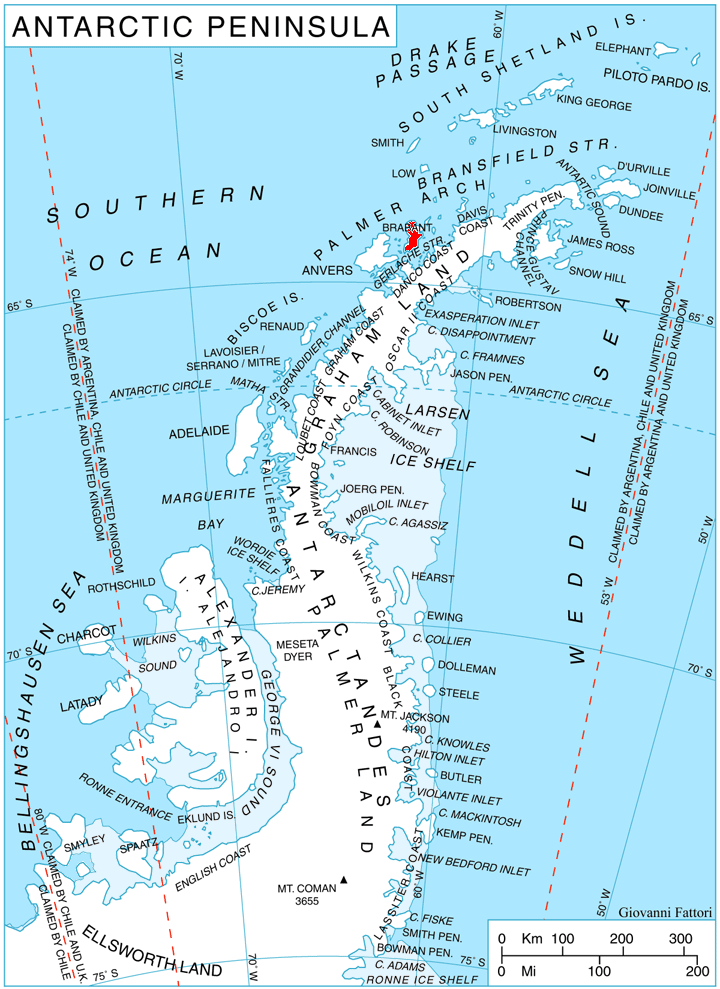
Location of Brabant Island in the Antarctic Peninsula region.

Стрибог (хребет) — головна гірська система острова Брабант в архіпелазі Палмер в Антарктиді, що піднімається до 2520 м (гора Паррі). Координати: 64°16′ пд. ш. 62°25′ зах. д.

## Географія
Хребет розташований на острові Брабант поблизу західного узбережжя Антарктичного півострова. Найвища вершина хребта - гора Паррі, висота 2520 м. Стрибог має довжину 40 км у напрямку північ-південь та ширину 15 км. Він з'єднаний із хребтом Ставерці на північному сході Віамата Сідлом, Авролева висота на сході та Солвайськими горами на півдні Алузоре-прогалиною. Хребет дуже зледенілий, із крутими та частково незамерзаючими східними схилами.
Гори названі на честь слов'янського бога вітру, льоду та холоду Стрибога.

## Карта
- Antarctic Digital Database (ADD). [Архівовано 5 березня 2017 у Wayback Machine.] Scale 1:250000 topographic map of Antarctica. Scientific Committee on Antarctic Research (SCAR), 1993—2016.

## Історія
З кінця 1897 року до квітня 1899 року в Антарктиді знаходилась Бельгійська науково-дослідницька експедиція на пароплаві «Бельжика» з інтернаціональним складом. Керівником був військовий моряк Адріан Жерлаш де Гомері, а старшим штурманом норвежець Руаль Амундсен, лікарем американець Фредерік Кук. Серед науковців виокремлювались біолог румин Еміль Раковіца і поляк Генрик Арцтовський. Члени експедиції відкрили острів Брабант і гірську систему, названу згодом хребет Стрибог у 1898 році. Острів назвали на честь слав'янського бога вітру, льоду та холоду Стрибога. Учасники експедиції першими відвідали острі, у тому числі хребет і залишилися тут на зимівлю. Перше сходження на найвищу вершину хребта -гору Перрі — було зроблене учасниками Експедиції об'єднаних служб (1984—1985).  Острів вважається «негостинним»,  було шість відвідувань Брабанта з часів його відкриття в 1898 році до 1984 року.

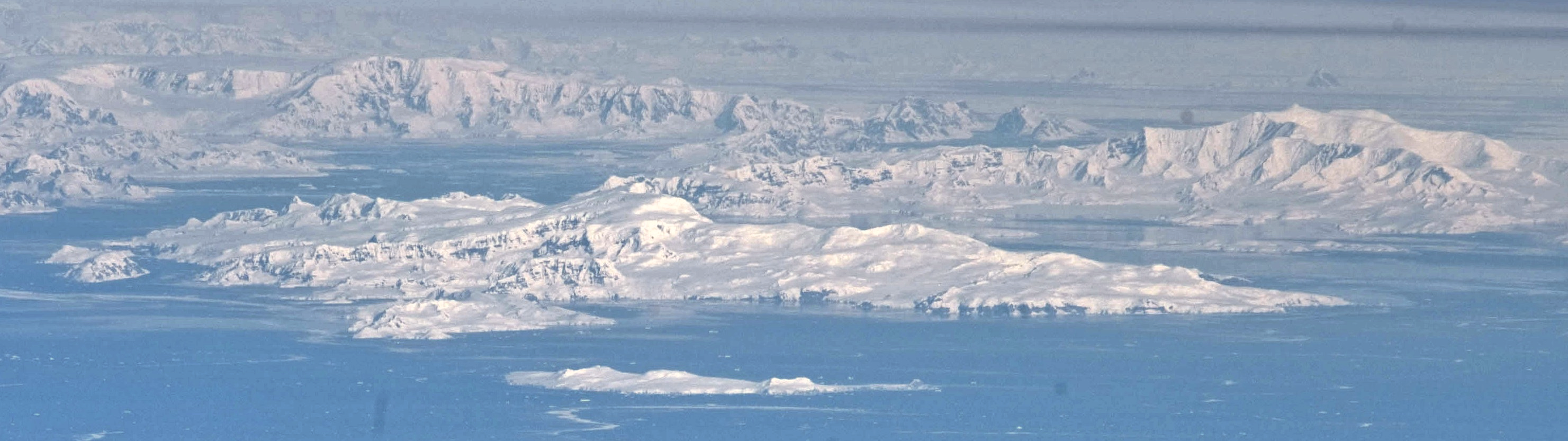
Brabant Island seen from northeast, with Anvers Island (on the right) and Antarctic Peninsula in the background; Stribog Mountains occupy most of the central and the right, near part of the island.